# Las aventuras de Gotrek y Félix
Las aventuras de Gotrek y Félix es una saga de novelas de fantasía épica, iniciada por el escritor William King, continuada por Nathan Long, continuada por David Guymer y, actualmente continuada por Darius Hinks, que se enmarca en el universo Warhammer.
Los protagonistas de esta serie son el enano Gotrek Gurnisson cuyo juramento de matador le obliga a buscar una muerte gloriosa con la que redimir sus agravios y el humano Félix Jaeger escritor y poeta de familia asentada, hasta que unos hechos le hacen jurar seguir al matador por todo el Viejo Mundo y narrar su muerte en forma de poema épico,
 aunque en esta saga también hacen aparición otros personajes importantes del mundo de Warhammer como Thanquol (Vidente Gris Skaven, personaje principal de la última edición de Warhammer por parte de esta raza), Teclis (Gran Archimago Alto Elfo, personaje jugable de Warhammer incluido en el libro de ejército de Altos Elfos), Thangrim Barbaflamígea (Rey de Karag-Dum, fortaleza enana que quedó recluida en los Desiertos del Caos) o Manfred von Carstein, señor de los Vampiros.

## Novelas
Las novelas publicadas en español hasta el momento son las siguientes:
- Matatrolls  (Trollslayer, escrita por William King)
- Mataskavens (Skavenslayer, escrita por William King)
- Matademonios (Daemonslayer, escrita por William King)
- Matadragones (Dragonslayer, escrita por William King)
- Matabestias (Beastslayer, escrita por William King)
- Matavampiros (Vampireslayer, escrita por William King)
- Matagigantes (Giantslayer, escrita por William King)
- Mataorcos (Orcslayer, escrito por Nathan Long)
- Matahombres (Manslayer, escrita por Nathan Long)
- Mataelfos (Elfslayer, escrita por Nathan Long)
- Matachamanes (Shamanslayer, escrita por Nathan Long)
- Matazombies (Zombieslayer, escrita por Nathan Long)
- Camino de Calaveras (Road of Skulls, escrita por Josh Reynolds) Lanzamiento en inglés: enero-febrero de 2013.
- Matahermanos (Kinslayer, escrita por David Guymer)
- Matador (Slayer, escrita por David Guymer)

La saga sigue con Gotrek en Warhammer Age of Sigmar con las siguientes novelas publicadas en castellano:
- Gitslayer (escrita por Darius Hinks)
- Ghoulslayer (escrita por Darius Hinks)
- Soulslayer (escrita por Darius Hinks)

La saga cuenta con dos Audio Libros:
- Asesino de Dios de la Tormenta (Slayer of the Storm God, escrita por Nathan Long).
- Maldición de los Muertos Vivientes (Curse of the Everliving, escrita por David Guymer). Lanzamiento en inglés: febrero de 2013

Estos personajes también aparecen en historias cortas como The Dark Beneath the World, en la colección Red Thirst.
La serie de libros ha sido también recogida en recopilatorios como Gotrek and Felix Omnibus I, II, III y IV. En su edición inglesa se compone de 4 libros publicados así:
- Gotrek and Felix Omnibus I: Trollslayer, Skavenslayer, Daemonslayer.
- Gotrek and Felix Omnibus II: Dragonslayer, Beastslayer, Vampireslayer.
- Gotrek and Felix Omnibus III: Giantslayer, Orcslayer, Manslayer.
- Gotrek and Felix Omnibus IV: Elfslayer, Shamanslayer, Zombieslayer. Lanzamiento en inglés: marzo de 2013

En su edición española se ha recopilado de la siguiente forma:
- Las aventuras de Gotrek y Félix. Primer ómnibus: Matatrolls / Mataskavens / Matademonios.
- Las aventuras de Gotrek y Félix. Segundo ómnibus: Matadragones / Matabestias / Matavampiros.
- Las Aventuras de Gotrek y Félix. Tercer ómnibus: Matagigantes / Mataorcos / Matahombres.
- Las aventuras de Gotrek y Félix. Cuarto ómnibus: Mataelfos / Matachamanes / Matazombies.